# Gema Martín Muñoz
Gema Martín Muñoz (Madrid, 15 de noviembre de 1955) es una arabista española. 
Experta en el mundo árabe, es profesora de Sociología del Mundo Árabe e Islámico en la Universidad Autónoma de Madrid desde 1998 y fue asesora de la Presidencia del Gobierno en dos ocasiones durante los mandatos de Felipe González y José María Aznar. Fue también la impulsora y primera directora general de Casa Árabe, desde su constitución en julio de 2006 hasta el 29 de marzo de 2012.
Es miembro de la Fundación Atman, profesora visitante en la Universidad de Harvard y colabora en proyectos con la Universidad de la Sorbona. Ha escrito numerosos artículos y ensayos en revistas especializadas y, especialmente, en el diario El País, sobre Oriente Medio, el islam y el conflicto israelí-palestino. así como la situación de Argelia durante su guerra civil.
Participó como experta en la comisión de investigación de los atentados del 11 de marzo de 2004 en Madrid. En 2006 recibió del Gobierno de Egipto, de la mano del entonces presidente, Hosni Mubarak, la Gran Orden de las Ciencias y de las Artes.

## Obra
- Democracia y derechos humanos en el mundo árabe.
- Mujeres, desarrollo y democracia en el Magreb. Madrid, 1995. Ediciones Fundación Pablo Iglesias.
- El Islam y el Mundo Árabe. Guía didáctica para profesores y formadores. Madrid, 1996. Agencia Española de Cooperación Internacional.
- Islam, Modernism and the West: Cultural and Political Relations at the End of the Millennium. Londres-Nueva York, 1999.
- El Estado Árabe. Crisis de legitimidad y contestación islamista Madrid, 2000.
- Aprender a conocerse. Percepciones sociales y culturales entre España y Marruecos. Madrid, 2001. Fundación Repsol y Fondation Hassan II pour les Marocains Résidant à l’Étranger.
- Irak. Un fracaso de Occidente, 1920-2003.